# Banksia laevigata
Espèce
Classification APG III (2009)
Banksia laevigata est une espèce de petit arbuste boisé de la famille des Proteaceae. Il pousse dans les endroits semi-arides de l'Australie. 

## Liste des sous-espèces
Cette espèce contient deux sous-espèces :
- Banksia laevigata subsp. laevigata - Banksia balle de tennis. Présente en Australie Occidentale, dans les zones semi-arides à végétation buissonnante ;
- Banksia laevigata subsp. fuscolutea A.S.George - Banksia ballon d'or. Présente dans le Sud-Ouest de l'Australie